# Marc Antoine Louis Claret de La Tourrette
Marc Antoine Louis Claret de La Tourrette (Lyon, 11 de agosto de 1729 — Lyon, 1 de outubro de 1793) foi um botânico, micólogo e algólogo francês. Correspondente de Jean-Jacques Rousseau, colaborou, entre outros, com Carolus Linnaeus (1707-1778) e com Albrecht von Haller (1708-1777). Foi em 1772 eleito membro da Académie des Sciences.

## Biografia
Nasceu em Lyon, filho de Jacques-Annibal Claret de La Tourrette (1692–1776), um magistrado pertencente a uma família elevada à aristocracia por Louis XV. Foi irmão do matemático e navegador Charles Pierre Claret de Fleurieu. Iniciou os seus estudos com os jesuítas em Lyon, sob a direcção do abade Jacques Pernety, membro da Académie de Lyon e naturalista. Foi este professor que incutiu a Marc-Antoine Louis a paixão pela história natural. Prossegui estudos no Collège Harcourt em Paris, onde aprofundou os seus conhecimentos de história natural.
Terminados os estudos, iniciou a sua vida profissional como assessor do Tribunal das Moedas de Lyon (Cour des Monnaies), mas desde cedo dedica o seu tempo livre à história natural e reúne um importante herbário. Após mais de vinte anos de trabalho como assessor, desistiu das suas funções para se dedicar inteiramente ao estudo da história natural, mais particularmente ao estudo da botânica, embora também com alguns trabalhos no campo da arqueologia e da história.
A partir de 1763, aceitou instalar o jardim botânico da Escola Veterinária Nacional de Lyon (École nationale vétérinaire de Lyon), hoje Jardim Botânico de Lyon, instalado nas encostas da La Croix-Rousse, recorrendo à ajuda do abade François Rozier. Também instalou um importante jardim de aclimatação nas encostas de Fourvière. A direção do jardim botânico foi confiada a François Rozier.
Em 1766, criou um parque botânico nos terrenos do domínio de La Tourrette, em Éveux, propriedade da sua família, onde plantou mais de 3000 espécies de plantas herbáceas e árvores nativas e exóticas. O seu herbário, com mais de 1000 espécimes, é mantido no Parc de la Tête d'Or. Fez numerosas viagens para enriquecer as suas coleções, visitando a região de Lyon e muitas outras regiões da França e da Itália.
Em 20 de janeiro de 1767, e apesar de suas ocupações, assumiu o cargo de secretário perpétuo da Secção de Ciências da Académie de Lyon, da qual era membro desde os 25 anos, cargo que manteve até à sua morte em 1793.
Iniciou-se no campo da botânica ao publicar em 1761 a obra Mémoire sur les végétaux. Em 1770 publicou a obra Voyage au mont Pilat dans la province du Lyonnais, contenant des observations sur l'histoire naturelle de cette montagne, iniciando um conjunto de estudos sobra a história natural do maciço de Mont Pilat com uma elaborada lista das plantas que ali ocorrem. Conheceu ou manteve correspondência com alguns dos principais botânicos do seu tempo, entre os quais Carl von Linné (1707-1778), Albrecht von Haller (1708-1777), Jean-Emmanuel Gilibert (1741- 1814), Bernard de Jussieu (1699-1777) e Jean-Jacques Rousseau (1712-1778), seu amigo, sem esquecer François Rozier. A correspondência entre Rousseau e La Tourrette foi recentemente publicada.
Estudou os Bryophyta (musgos) e os cogumelos e outros fungos da região de Lyon, analisando a influência do clima, dos adubos e dos trabalhos agrícolas sobre a vegetação, esforçando-se por estabelecer as interações entre a História Natural, a Química e a Física, de modo a aumentar o valor produtivo dos solos agricultados.
A obra mais importante deixada por Marc-Antoine-Louis é Démonstrations Élémentaires de Botanique (Demonstrações Elementares de Botânica), publicada em Lyon no ano de 1766, às vezes erroneamente atribuída exclusivamente a abade Rozier. O sucesso foi grande apesar dos tempos desfavoráveis que então se viviam, com quatro edições em dezoito anos. O abade Rozier deu o seu apoio à primeira edição, e a quarta foi complementada por Jean-Emmanuel Gilibert, outro botânico que era médico e prefeito de Lyon. O trabalho foi destinado à instrução dos alunos da Escola de Veterinária de Lyon.
Foi eleito membro da Académie des sciences em 1772. Notabilizou-se com a publicação da obra Chloris lugdunensis (1785), obra considerada inovadora no campo da ficologia e da liquenologia. Os seus trabalhos demonstra que não era apenas um amador erudito, mas também um estudioso. Na botânica inovou ao estudar, antes de outros, os líquenes, incluindo espécies de outros climas. Reuniu também uma coleção de insetos e uma coleção de minerais.
Faleceu aos 64 anos de idade. Durante vários anos sofreu de fortes resfriados e ficou sujeito à ansiedade, acompanhada por uma forma de icterícia. No outono de 1793, o cansaço e as angústias que o cerco de Lyon causou a todos os habitantes da cidade, a que acresceu a trágica morte de seu amigo, o abade François Rozier, esmagado por uma bomba, somaram-se a uma peripneumonia que ele negligenciou e que a partir do quarto dia deu origem a sinais de gangrena. Apesar dos cuidados médicos, faleceu da doença.

## Obras
Entre outras, é autor das seguintes obras:
- Voyage au mont Pilat dans la province du Lyonnais, contenant des observations sur l'histoire naturelle de cette montagne, & des lieux circonvoisins ; suivi du catalogue raisonné des plantes qui y croissent. (Regnault, Avignon, 1770).
- Démonstrations élémentaires de botanique. (Chez Jean-Marie Bruyset, Lyon, 1773).
- Chloris lugdunensis, 1785
- Démonstrations élémentaires de botanique, contenant les principes généraux de cette science, l’explication des termes, les fondemens des méthodes, et les élémens de la physique des végétaux ; la description des plantes les plus communes, les plus curieuses, les plus utiles, rangées suivant la méthode de M. de Tournefort et celle du chevalier Linné, leurs usages et leurs propriétés dans les arts, l’économie rurale, dans la médecine humaine et vétérinaire ; ainsi qu’une instruction sur la formation d’un herbier, sur la dessiccation, la macération, l’infusion des plantes…, publicadas anónimamente por Marc A.L.C. de Latourrette y por François Rozier (1734-1793). Ed. Jean-Marie Bruyset, Lyon, 1773 (reeditado por Jean-E. Gilibert (1741-1814) em 1789).
- Mémoire sur les végétaux, 1761

## Links
- Genealogy on geneanet samlap (em francês)
- His page on the Fleurieu family site (em francês)